# HD205285
HD205285 — хімічно пекулярна зоря спектрального класу A0, що має видиму зоряну величину в смузі V приблизно  8,8.
Вона  розташована на відстані близько 1456,1 світлових років від Сонця.